# Zemianska Olča
Zemianska Olča este o comună slovacă, aflată în districtul Komárno din regiunea Nitra. Localitatea se află la altitudinea de 111 m deasupra n.m., se întinde pe o suprafață de 27,94 km2 și în 2017 număra 2.332 de locuitori.

## Istoric
Localitatea Zemianska Olča este atestată documentar din 1247.

## Demografie
| An:                | 1994 | 2004   | 2014   | 2024   |
| ------------------ | ---- | ------ | ------ | ------ |
| Număr de persoane: | 2614 | 2598   | 2362   | 2248   |
| Diferență:         |      | −0,61% | −9,08% | −4,82% |

| An:                | 2023 | 2024   |
| ------------------ | ---- | ------ |
| Număr de persoane: | 2257 | 2248   |
| Diferență:         |      | −0,39% |